# Dorothy Livesay

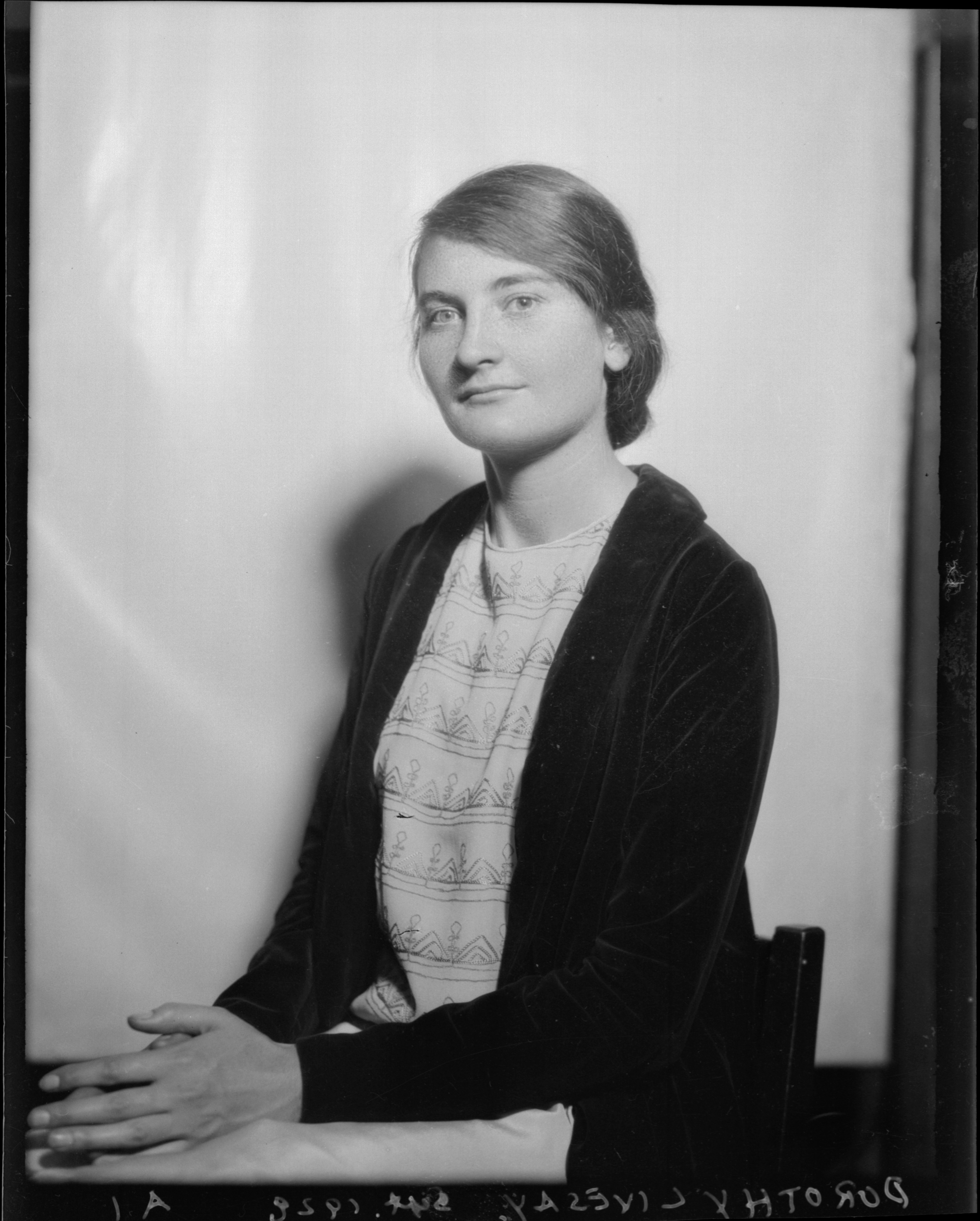
Dorothy Livesay w 1929

Dorothy Kathleen May Livesay (ur. 12 października 1909 w Winnipeg, zm. 29 grudnia 1996 w Victorii) – kanadyjska poetka.

## Życiorys
Jej rodzicami byli J.F.B. Livesay i Florence Randal Livesay. Ukończyła studia na Uniwersytecie w Toronto. Potem studiowała na Sorbonie. W 1937 wyszła za mąż za Duncana Camerona Macnaira. Miała z nim dwoje dzieci, Petera (ur. 1940) i Marcię (ur. 1942). Pisała dużo. Otrzymała Governor General's Award w 1944 i 1947. W 1987 została Oficerem Orderu Kanady.

## Utwory
- Green Pitcher (1928)
- Signpost (1932)
- Day and Night (1944)
- Poems for People (1947)
- Call My People Home (1950)
- New Poems (1955)
- Selected Poems of Dorothy Livesay (1957)
- The Colour of God's Face (1964)
- The Unquiet Bed (1967)
- The Documentaries (1968)
- Collected Poems: The Two Seasons (1968)
- Plainsongs (1969)
- A Winnipeg Childhood (1973)
- Nine Poems of Farewell (1973)
- Ice Age (1975)
- The Woman I Am (1977)
- Right Hand Left Hand (1977)
- The Raw Edges: Voices from Our Time (1981)
- The Phases of Love (1983)
- Feeling the Worlds (1984)
- Beyond War: The Poetry (1985)
- The Self-Completing Tree: Selected Poems:  (1986)
- Journey With My Selves: A Memoir, 1909-1963 (1991)
- Archive for Our Times: Previously Uncollected and Unpublished Poems of Dorothy Livesay (1996)